# Rácz Jenő (szakács)
Rácz Jenő (Budapest, 1990. október 8. –) Michelin-csillagos magyar séf, televíziós személyiség, üzletember.

## Életpályája
Tanulmányait a Csepeli Vendéglátóipari Szakközépiskolában, szakmai gyakorlatát a Le Méridien Budapest hotelben végezte. Tizennyolc éves korában külföldön folytatta, az Egyesült Királyságban dolgozott, majd Dániában, a világ egyik legjobb éttermének tartott koppenhágai Nomában sztázsolt. Ezután Szingapúrban, Joël Robuchon 3 Michelin-csillagos éttermében kapott munkát. Később egy rövid londoni kitérő után, bezárása előtt két héttel, a budapesti Il Bacio di Stile konyhafőnöke lett, majd visszatért Londonba, ahol az egyik legexkluzívabb catering cég kreatív séfjeként helyezkedett el. 2016-ban lett az akkor nyíló Taian Table étterem konyhafőnöke Sanghajban, amely – a Kínában akkor először megjelenő – Michelin kalauztól  Michelin-csillagot kapott. 26 évesen ő lett a legfiatalabb magyar szakács, akinek vezetésével egy étterem ezt az elismerést megkapta, majd a következő két évben is sikerült megőriznie.
2020. késő őszére készült el Gerendai Károllyal közös budapesti fine dining étterme Rumour néven, mely Joël Robuchon "L'Atelier" éttermeinek koncepcióját valósítja meg saját köntösben. 2021-ben társtulajdonosa és séfpatronja lett a Costes étteremnek. 2022-ben a Rumour és a Costes étterem is Michelin csillagot kapott.

## Televíziós szereplései
2018-tól az RTL főzőshowjának, A Konyhafőnöknek a zsűritagja.
2020-ban párjával, Rácz-Gyuricza Dórával szerepelt a csatorna Nyerő Páros című műsorában, amit meg is nyertek.
2024-ben szerepelt párjával, Rácz-Gyuricza Dórával és Dobos Evelinnel a Kalandra fal!-ban.